# Русский апостолат
Русский католический апостолат (ново-лат., от греч. ἀπόστολος — апостол) — миссия Католической церкви в рамках грекокатолической традиции, обращённая на Россию — СССР и Русское зарубежье в XX веке.

## История
Основанием для создания Русского апостолата стали идеи философа Владимира Соловьёва о поиске церковного единства, первоначальное руководство осуществлялось иезуитом епископом Мишелем д’Эрбиньи. Впервые термин «Русский апостолат» введён в научный обиход в работах историка протопресвитера Сергея Владимировича Голованова.
Апостолат находился в подчинении Конгрегации по делам восточных церквей. Центром миссии с 1929 года стал Коллегиум «Руссикум» в Риме, в последующие годы работой апостолата продолжали руководить иезуиты византийского обряда.
К апостолату присоединились также епархиальное духовенство в разных странах и восточные ветви других конгергаций, такие как ордена Бенедиктинцы, Францисканцы, Мариане, Доминиканцы и другие.
В Апостолате проводились Съезды русских католиков, Юбилейное паломничество в Рим в 1950 году. Апостолат объединял в Зарубежье наследие Апостольского экзархата католиков византийского обряда в России и Апостольского экзархата русских католиков византийского обряда в Харбине.
Миссия аккумулировала и накопила значительный опыт работы с русской культурно-исторической средой в зарубежье двадцатого века, пройдя эволюцию от прозелитизма к уважительному сотрудничеству с традиционными религиозными формами русской цивилизации, что в частности отразилось в пересмотре всей внешней политики Римского католичества к христианам восточных традиций, завершившимся решениями Второго Ватиканского собора. История и опыт миссии важны для перспективы межцерковного сотрудничества и экуменизма, как в России, так и в мире.
Ответственный секретарь редколлегии российской Католической энциклопедии, член Папского совета по делам мирян Алексей Юдин дал такую характеристику итогам католической миссии среди русских эмигрантов: «Несмотря на многолетние усилия миссионеров в русском Зарубежье не образовалось никаких устойчивых русских католических общин, общая численность русских католиков вне пределов России ничтожно мала. Новая волна русских, покинувших Россию с начала 1990-х годов, практически равнодушна к католическому предложению, а идея „христианского вселенства“ постсоветских людей нимало не интересует».

## Структура
К апостолату принадлежали следующие приходы, храмы и организации:

### Европа

#### Австрия
- Русский католический приход в Вене
- Русский католический приход в Зальцбурге

#### Бельгия
- Бельгийский комитет религиозной документации о Востоке
- Центр Восточно-христианский очаг
- Жизнь с Богом (издательство)
- Библиотека имени Владимира Соловьёва (Брюссель)
- Радиопередача Мир и свет жизни
- Храм Благовещения Пресвятой Богородицы (Брюссель)
- Домовый храм русского студенческого общежития при Лувенском католическом университете
- Интернат св. Георгия в Намюр

#### Германия
- Приход святого Николая (Мюнхен)[4]
- Миссия в Берлине (Deutscher Caritasversand. Oranienburgerstr. 13/14 Berlin)
- Бенедиктинское аббатство в Нидералтайх

#### Италия
- Руссикум
- Церковь Святого Антония Великого на Эсквилине
- Успенский русский монастырь в Риме[5][6][7][8]
- Христианская Россия[итал.][9] и Иконописная школа в Сериате, Италия
- Интернат св. Елены в Риме для русских девочек
- Приют для русских беженцев в Риме
- Церковь св. Лаврентия на горах в Риме
- Братство св. кн. Владимира
- Издательство Криптоферратской обители

#### Польша
- Неоуния в Альбертине с 1923 года по 1939 год

#### Португалия
- Русская католическая церковь Успения (Фатима)

#### Финляндия
- Экуменический центр и храм Петра и Павла в Эспоо

#### Франция
- Приход Святой Троицы (Париж)
- Русский католический приход в Лион (Montplaisir 2, rue Antoine Chevalier)
- Центр св. Василия Великого в Лионе
- Церковь при русской семинарии в Лилль, Франция (59, rue de la Barre, Lille (Nord) France)
- «Истина» (доминиканский центр) по изучению России в Лилль, Франция
- Интернат Святого Георгия в Медоне, Франция
- Дом для русских детей в Ницце, Франция

#### Чехословакия
- Церковь св. Креста, Прага (Snemowa 117, Praha III)

### Америка

#### Аргентина
- Русская католическая миссия[10]:
- Общество «Русское Христианское Возрождение» в Буэнос-Айресе
- Издательство «За правду!» c одноименной газетой  и типография «Salguero»
- Институт Русской культуры в Буэнос-Айресе
- Приход Петра и Павла (Гуэмес) (Church of the Holy Apostles Peter and Paul: Misión rusa, Güemes 2962)
- Преображенская церковь (Монастырь) в Лос Кардалес (Transfiguration of Christ Skete, El Castillo — Ba. Monteverde, Los Cardales)
- Интернат св. апостола Андрея Первозванного

Миссия была создана и до настоящего времени находится в управлении ордена иезуитов. Миссия юрисдикционно подчинена Ординариату Аргентины для верных восточного обряда.

#### Бразилия
- Храм Благовещения Божией Матери (Сан-Паулу), русская католическая община действовала с 1949, в 2013 храм передан Русской православной церкви
- Интернат св. Владимира (Иту)

#### Канада
- Церковь Введения во храм Пресвятой Богородицы (Монреаль)[12]

#### США
- Русская католическая миссия в Диллингхеме на Аляске
- Русский центр им. Владимира Соловьёва при Фортдамском университете в Нью-Йорке
- Приход Фатимской Божией Матери (Сан-Франциско)
- Русская католическая церковь святого апостола Андрея (Эль Сегундо)
- Русская католическая община св. Архангела Михаил (Нью-Йорк)

#### Чили
- Русская католическая община в Сантьяго де Чили

### Азия

#### Китай
- Русская католическая миссия в Шанхае
- Приход св. Николая в Шанхае
- Интернат св. Михаила для мальчиков в Шанхае
- Приют св. Софии для девочек в Шанхае
- Лицей Святого Николая в Харбине
- Католический вестник Русской епархии византийско-славянского обряда в Маньчжурии
- Колледж при Конвенте сестёр-урсулинок в Харбине
- Школа при Конвенте Сестер Францисканок-Миссионерок Пресвятой Девы Марии в Харбине

#### Турция
- Общежитие русских католиков в Константинополе
- Миссия иезуитов в Константинополе
- Интернат св. Георгия в Галате

### Австралия
- Центр для русских католиков восточного обряда в Мельбурне
- Русско-католическая церковь в Мельбурне, действует с января 2012 года, открыта Лоуренсом Кросс

### Африка
- Южно-Африканская Республика Миссия священника Валентина Танаева

## Руководители
Руководили, которые консультировали и координировали деятельность апостолата Апостольских визитаторов:
епископ Петр Бучис MIC ― с 1930 года.  
архиепископ Александр Евреинов, как Рукополагающий епископ ― с 1936 года.
иеромонах Филипп де Режис sj как Делегат Конгрегации восточных церквей для Южной Америки ― с 1948 года.
епископ Болеслав Слосканс ― с 1952 года. Был также Апостольским визитатором белорусских общин в диаспоре.
епископ Андрей (Катков) MIC  с полномочиями Коадьютора, затем Апостольского визитатора для русских католиков находящихся за границей ― с 1958 года. 
митрофорный протопресвитер Георгий Рошко как Полномочный визитатор Конгрегации восточных церквей по руководству русским католическим служением в мире ― с 1978 года.
С 1997 года ― вакансия.

## Персоналии, связанные с апостолатом

### Духовенство
- митрополит Автономов, Николай Петрович
- епископ Мелетьев, Павел
- епископ Новиков, Виктор Павлович sj

#### Епархиальный клир
- Абрикосов, Владимир Владимирович священник
- Алексеев, Николай, архимандрит
- Близнецов, Павел Иванович протоиерей
- Ван Куцен, Маркел священник
- Веригин, Сергий Константинович священник
- Верховский, Глеб Евгеньевич священник
- Виргулин, Степан священник
- Гречишкин, Павел протоиерей
- Грум-Гржимайло Сергей священник
- Давыденков, Михаил священник
- Длузский Владимир (протоиерей)
- Дюпир, Петр Бернар священник
- Жеденов, Лев Николаевич священник
- Ильц, Антоний протоиерей
- Кадонна, Нило Эцио протоиерей
- Калуве, Роберт де священник
- Кулик, Александр священник
- Козина, Кирилл протоиерей
- Колпинский, Диодор Валерьянович священник
- Корниевский, Иоанн священник
- Королевский, Кирилл священник
- Крайник, Павел священник
- Кросс, Лоуренс священник
- Кузьмин-Караваев, Дмитрий Владимирович священник
- Лазаревич, Николай священник
- Недоточин, Михаил священник
- Оболенский, Сергей Николаевич священник
- Портнягин, Павел Константинович священник
- Рогош, Андрей протопресвитер
- Рошко, Всеволод Леонидович священник
- Семяцкий, Трофим священник
- Сипягин, Александр (протоиерей)
- Сколярди, Павлин священник
- Солес, Иоанн священник
- Танаев, Валентин священник
- Цебриков, Георгий Владимирович протоиерей
- Шалей, Павел протоиерей
- Шевелев, Алексей протоиерей
- Штроттман священник

#### Ассумпционисты
- Дейбнер, Александр Иванович (в монашестве Спиридон AA)
- Николя, Жан (священник)

#### Иезуиты
- Бок, Николай Иванович фон sj
- Буржуа, Шарль Василий sj
- Веттер, Густав Андреас sj
- Вилькок, Феодор sj
- Ганский, Пётр sj
- Герри Джон sj
- Горачек, Богумил - Феофил sj
- Керн, Антоний sj
- Коваленко, Георгий sj
- Кологривов, Иван sj
- Леони, Пьетро sj
- Лонг, Иоанн sj
- Майё, Поль sj
- Мацевич, Павел sj
- Мильнер, Иоанн sj
- Мелони, Георгий sj
- Моватт, Иоанн sj
- Морбахер, Августин sj
- Ольшр, Иосиф sj
- Петижан, Анри sj
- Пупинис, Викентий Иосифович sj
- Режис, Филипп де sj
- Робине, Клод sj
- Сендлер, Игорь Эгон sj
- Стерпин, Андрей sj
- Стричек, Алексей sj
- Тафт, Роберт архимандрит sj
- Тышкевич, Станислав Михайлович иеросхимонах sj
- Фехнер, иезуит|Фехнер sj
- Чишек, Уолтер sj
- Яворка, Венделин Михайлович sj

#### Бенедиктинцы
- Блашкевич, Иоанн Хризостом OSB архимандрит
- Бурман, Василий, фон OSB диакон
- Лилиенфельд, Андрей OSB
- Дикгоф, Кирилл OSB, сын Карла фон Дикгоф пастора лютеранского прихода Святых Петра и Павла в Москве, ученый знаток кельтского языка
- Бельпер, Феодор OSB
- Диркс, Ильдефонс OSB
- Штолен, Андрей OSB
- Шварц, Михаил OSB
- Бальфур, Давид OSB

#### Мариане
- Абрантович, Фабиан MIC архимандрит
- Братко, Николай MIC священник
- Брянчанинов, Георгий MIC архимандрит
- Валпитрс, Бронислав MIC священник
- Подзява, Фома MIC священник
- Германович, Иосиф MIC священник
- Цикото, Андрей MIC архимандрит
- Найлович, Косма MIC священник

#### Доминиканцы
- Омез, Иоанн O.P.
- Дюмон, Христофор O.P.
- Губачек, Антоний O.P.

#### Монахини
- Данзас, Юлия Николаевна доминиканская монахиня с именем Иустина
- Надежда Ивановна Дейбнер AA
- Мелетьева, Серафима игумения
- Морозова Екатерина (Евгения)(1911—2010), игумения Успенского монастыря в Риме[14]
- Гинц Иуния (Ирина Григорьевна) (1907—1998), схимонахиня Успенского монастыря в Риме[15]
- Овчарова Архангела (Анфиса), монахиня Успенского монастыря в Риме
- Фауста, монахиня Успенского монастыря в Риме
- Донадео Мария (Donadeo Maria), монахиня Успенского монастыря в Риме
- Извольская, Елена Александровна, бенедиктинская монахиня с именем Ольга
- Комарова, Павла
- Комарова, Евстахия

### Миряне
- Абрамова, Надежда Александровна (Надежда Теодорович)
- Бердяева, Лидия Юдифовна
- Белосельский-Белозерский, Константин Эсперович князь
- Браиловский, Леонид Михайлович художник, архитектор
- Браиловская, Римма Никитична художник
- Баумгартен, Николай Александрович историк, специалист по древнерусской генеалогии
- Волконская, Мария Михайловна - писатель, переводчик
- Волконский, Пётр Михайлович (предводитель дворянства)
- Волошин-Петриченко, Павел Фёдорович хормейстер и педагог
- Гаврилов, Михаил Николаевич профессор
- Грибановский, Дмитрий Иванович
- Дохерти, Екатерина Фёдоровна
- Иванов, Вячеслав Иванович в 1926 году в соборе Св. Петра присоединился к католической церкви, в 1936—1943 годах в Папском Восточном институте в Риме и папской коллегии «Руссикум» преподавал церковнославянский язык, читал лекции по русской литературе, в частности, по Достоевскому. В 1941-1945 годах принимал участие в работе Литургической комиссии при Конгрегации Восточных церквей Ватикана, составил введение и примечания к Деяниям и Посланиям Апостолов, а также к Откровению св. Иоанна, в 1948—1949 — введение и примечания к Псалтири.
- Лаппо-Данилевская, Надежда Александровна
- Забугин, Владимир Николаевич
- Иловайская-Альберти, Ирина Алексеевна
- Маклаков, Георгий Николаевич профессор
- Оболенский, Николай Леонидович (губернатор)
- Поснова, Ирина Михайловна
- Пузына, Иван Владимирович профессор
- Ставровский, Алексей Владимирович редактор, издатель
- Таубе, Михаил Александрович барон
- Ширяев, Борис Николаевич писатель
- Юдин-Бельский, Михаил Андреевич

## Периодические издания
- «Благовест (журнал)», Париж
- «В пути», журнал
- «Вера и Жизнь»
- «Вера и Родина»
- «Вера и Церковь», Царьград
- «Друзьям и знакомым», Сан-Пауло
- «За правду!», газета в Буэнос-Айресе
- «Заметки русской духовной Академии в Риме»
- «К соединению: Русский католический журнал», Вильно: Издание Дружества Иисусова
- «Католический временник»
- «Китеж», журнал, Варшава
- «Колокол», журнал, Мюнхен
- «Листок иезуитов восточного обряда»
- «Логос: католический журнал»
- «Наш приход (бюллетень)»
- «Наша семья. Монреаль: Издание русской церкви»
- «Осведомительный бюллетень: Орган связи католических священников, работающих среди русских. Рим»
- «Россия и Вселенская Церковь (журнал)»
- «Католический вестник Русской епархии византийско-славянского обряда в Маньчжурии»
- «Русский католический листок»
- «Русско-католический справочный листок, Париж»
- «Символ», журнал, Париж

### Архивные источники
- Архив издательства «Жизнь с Богом» (ИЖБ)
- Архив князя Петра Волконского (АПВ)
- Архив Славянской библиотеки в Лионе (Франция) (СБЛ)
- Архив Экуменического центра Мюллиярви (Эспо, Финляндия) (ЭцМ)

### Опубликованные источники
- Quintus unionisticus congressus Velehradii, anno MCMXXVII. Olomouc, 1927. 57 c.
- VII congressus Velehradii, anno MCMXXXVI . Olomouc, 1936. 57 c.
- Ктиторский устав русского женского монастыря в Риме во имя Пречестного Успения Пресвятой Богородицы. Рим, 1955. 120 с.
- К увольнению о. Леонида Федорова от должности Экзараха и к упразднению экзархата в России // Логос, № 48 1993. С. 152.
- Митрополит Андрей Шептицький: життя i діяльність. Т. I Церква i церковна єдність. Документи i матеріали 1899—1944. Львів: Свічадо, 1995.; Т. III Митрополит Андрей Шептицький i греко-католики в Росії: Львів: Видавництво УКУ 2004. 924 с.
- Православие и католичество: от конфронтации к диалогу: Хрестоматия / Сост. А. Юдин. М.: ББИ, 2001. 535 с.
- Решения Съезда Русского Духовенства Византийско-славянского обряда в Риме от 27-го до 30-го октября 1930 года // Благовест, № 3, 1930. С.8-15
- «С терпеньем мы должны нести крест свой…»: Документы и материалы о жизни и деятельности блаженного священномученика экзарха Леонида (Федорова). СПб.: Керигма, 2004. 505 с.

### Справочные издания
- Католическая энциклопедия. Москва: Издательство Францисканцев. Т.I. 2002. 1906 с.

### Общие труды
- Вильярдо Г., де. Дух русского христианства. Мадрид. 1962. 197 с.
- Забужный В. Н. Православие и католичество. 3-е изд. Царьград,1922. 322 с.
- Назаров М. Миссия русской эмиграции. Т.1. Москва,1994. 416 с.

### Монографии
- Anastasio di Odessa arch. Pospettive die riconciliazione tra il Patriarcato di Mosca e la hiesa di Roma. Roma, 1994. 163 p.
- Bourgeois C. Oriente e Ocidente. Saõ Paulo, 1961. 124 p.
- Iswolsky H. No time to grieve: An Autobiographical Jorney. Philadelphia, 1989. 297 p.
- d’Herbidny, SJ. L’anglicanisme et l’orthodoxie Greco-slave. Paris: Bloud & Gay,1922. 158 p.
- Korolevskij Cyrille. Metropolie Andre Syeptyzkyj 1865—1944. Roma. 429 p.
- Mailleux P. Entre Rome et Moscou: L’Exarque Leonide Feodoroff. Bruge: Desclee de brouwer, 1966. 183 p.
- Michulec K., SJ. La concezione e la promozione della Chiesa second oil pensiero di P. Stanislao Tyszkievicz SJ (1887—1962). Roma: Pontificium Institutum Orientale, 2001. 132 p.
- Scolardi G.-P. Et … ils me firent Russie. Nice,1978. 300 p.
- Simon C., SJ. Russicum: Pioneers and Witnesses of the Struggle for Christian Unity in Eastern Europe. Book 1: Leonid Feodorov, Vendelin Javorka, Theodore Romža. Roma: Opere Religiose Russe, 2001. 181 p.; Book 2: The First Years 1929—1939. Roma: Opere Religiose Russe, 2002. 280 p.
- Stehle H. Eastern politics of the Vatikan 1917—1979. Ohio: Ohio Univercity Press. 457 p.
- Wenger A. Rome et Moscou 1900—1950. Paris: Desclee de brouwer, 1987. 684 p.
- Wolf J.-M. Katholisch sein ist ein Verbrechen. Köln: AKM, 1987. 526 S.
- Берг Л. Римско-католическая церковь и православная Россия. Берлин: Германия, 1926. 66 с.
- Архангела, сестра. Мои Воспоминания. Milano, 1990.
- Брянчанинов Георгий, архимандрит. Воспоминания студента Духовной Академии в Риме 1939—1947 гг. кн. 1, б/г.
- Гаврилів М. Кожна людина — це перш за все iсторія. Рим: Українська Пресова Служба, 1987. 184 с.
- Диакон Василий, ЧСВ. Леонид Федоров: Жизнь и деятельность. Рим, Студион, 1966. 834 с.
- Дидимов П. Пути Господни неисповедимы. Брюссель: Жизнь с Богом, 1995. 68 с.
- Евлогий (Георгиевский), митр. Путь моей жизни. М.: Московский рабочий, 1994.
- Кенэ Ш. "Молчание " Рима (Ответ Д. С. Мережковскому). Париж, 1926. 38 с.
- Колупаев В. Е. Русское церковное присутствие в Китае: Экзархат католиков византийского обряда в Харбине 1928—1948. Монография. 2013. с. 122. ISBN 978-3-8484-7969-6
- Колупаев В. Е. Брюссельское издательство Жизнь с Богом: Книжный мир Русского Зарубежья XX века. Радиомиссия для советских слушателей. Saarbrucken: LAP Lambert Academic Publishing, 2012. 336 с. ISBN 978-3-8484-0980-8
- Колупаев В. Е. Жизнь епископа Павла Мелетьева: Служение Церкви и Родине в России, в СССР и в зарубежье. LAP Lambert Academic Publishing, 2012. ISBN 978-3-659-12583-6, ISBN 3659125830, EAN 9783659125836
- Николаев К. Н. Восточный обряд. Париж: YMCA, 1950.
- Осипова И. И. «В язвах твоих сокрой меня». М.: Серебряные нити, 1996. 240 с.
- Рошко Георгий, протопресвитер. На службе беженцам мира: Свидетельствует русский католический священник. М.: Stella Aeterna, 2001.
- «Святой Георгий»: Интернат для детей русских эмигрантов во Франции: Константинополь, Намюр, Париж, Медон. СПб.: Изд-во «Блиц», 2003. 248 с.
- Сердобская Л, Вистунов Е. Под прикрытием Евангелия. Л: Лениздат, 1976. 143 с.
- Суттнер Э. Христианство Востока и Запада: В поисках зримого проявления единства. Москва: ББИ, 2004. 313 с.
- Шкаровский М. В. и др. Римско-Католическая Церковь на Северо-западе России в 1917—1945 гг. СПб.: Нестор, 1998. 302 с.
- Юдин А. В. Леонид Федоров. Москва: «Христианская Россия» , 2002. 304 с.
- Юдин А. В., Колупаев В. Е.. Судьба русского католического священника из Тираспольской епархии: протоиерей Александр СИПЯГИН.

### Статьи
- Berg L. Zur Psychologie der Katholiken Russen// Ex Oriente. Mainz: Grünewald Verlag, 1927. SS 31-51.
- Coudenys W. Dr. Between Catholicism and Orthodoxy: Religious Life of Russian Émigrés in Belgium Between the World Wars// Katholieke Universiteit Leuven.
- Gstrein H. 75 Jahre Russucum — Was nun?// G2W, № 12, 2004. S.16-18.
- Барнас Фаддей. История и призвания Шеветонского монастыря// Примирение. М.: ББИ, 1997. С. 13 — 26.
- Волконский П. М. Краткий очерк образования Русской Католической Церкви в России// Символ. № 38, 1997. С. 145—165.
- Г. Б. Ещё раз о восточном обряде// Благовест. № 7, 1932. С. 37 — 40.
- Герф Е. Архимандрит Иоанн Хризостом// Истина и жизнь. № 11-12, 1993.
- Глазов Ю. Адаптация: Фрагменты воспоминаний// Новый мир. № 3, 1998. С.143 — 164.
- Епископ Феодор Ромжа// Новая Европа. № 15, 2002. С. 83-102.
- Жизнеописание нового русского епископа Владыки Андрея Каткова// В пути. № 4, 1959. С. 4 — 6.
- Ириней (Тоцке), архим. Сообща править корабль Христов// Новая Европа. № 3, 1993. С. 13-32.
- Коваленко Ю. Русская школа отцов иезуитов// Новые известия. 14 мая 2002. С.7.
- Колпинский Д., свящ. Русское католичество на Дальнем Востоке// Китеж. № 1, 1931.
- Павел, еп. Гераклеопольский. Путь моего служения// Русский католический вестник. № 4, 1951. С. 6 — 8.
- Пашкова Н. Сладкая ссылка отца иезуита// МК в Новосибирске. 22 — 29 октября 2003. С.14.
- Пономарев В.П, Фомин М. М. Александр Михайлович Волконский, русский офицер и католический священник// Покров. № 2, 1999. С.25 — 38.
- Рошко Всеволод о. и о. Александр Мень. Переписка// Вестник РХД. № 165 II, 1992. с. 44 — 73.
- Русские католики и дело Конради// Логос. № 48, 1993. Сс. 93-101.
- С. Б. Рецензия: «Путь» — орган русской религиозной мысли// Вера и родина. № 25, 1926. С. 71 — 79.
- Талалай М. Русский монастырь в вечном городе// Час пик (Санкт-Петербург). 2001. N 52.
- Трубецкой Г. кн. Католический богослов о русской религиозной психологии// Путь. № 1, 1925. СС. 133—142.
- Тышкевич С., SJ. Автобиография// Россия и Вселенская церковь. 1962,34(57). С.29.
- Цвикль Лойзе, SJ. «Руссикум» превращается в «Экуменикум»// Свет Евангелия. 12 января 2003.
- Шептицкий А. Русский католический экзарахат// Ex Oriente. Mainz: Grünewald Verlag. 1927. S. 66 — 78.
- Шмыгановский В. Роберт де Калювье: Россию не спасут чужие пророки// Неделя. № 30, 1998. С. 30.
- Юдин А. Памяти отца Антония Ильца// Русская мысль, 3-9 сентября 1998.
- Юдин А. Русские католики в исторической эмиграции// Поиски единства: проблемы религиозного диалога в прошлом и настоящем. М. ББИ, 1997. Сс. 90 — 103.
- Юдин А. Униональное движение в России и русской эмиграции в 1917 — 24 гг.// Логос. № 48, 1993. Сс. 103—121.
- Колупаев В. Е. География феномена русского католичества в пространстве диаспоры XX века// Историческая география: пространство человека vs человек в пространстве: материалы XXIII междунар. науч. конф. Москва, 27-29 янв. 2011 г. М.: РГГУ, 2011. С. 292—294.
- Колупаев Р. Российская Католическая церковь византийского обряда// Католическая энциклопедия. Т. 3. М.: Издательство францисканцев, 2008.